# Enrique Mélida

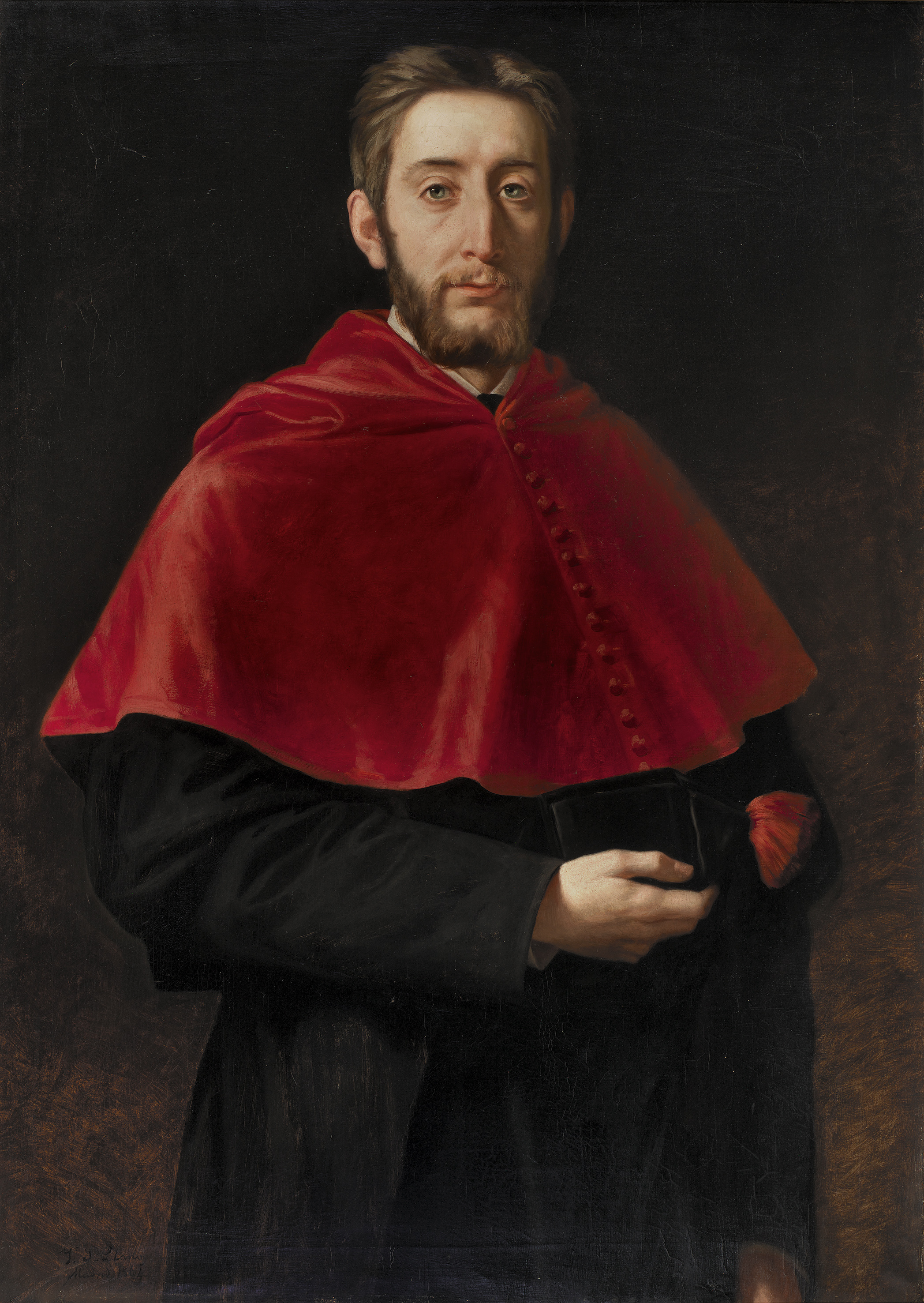
Enrique Melida Alinari. (Museo del Prado).

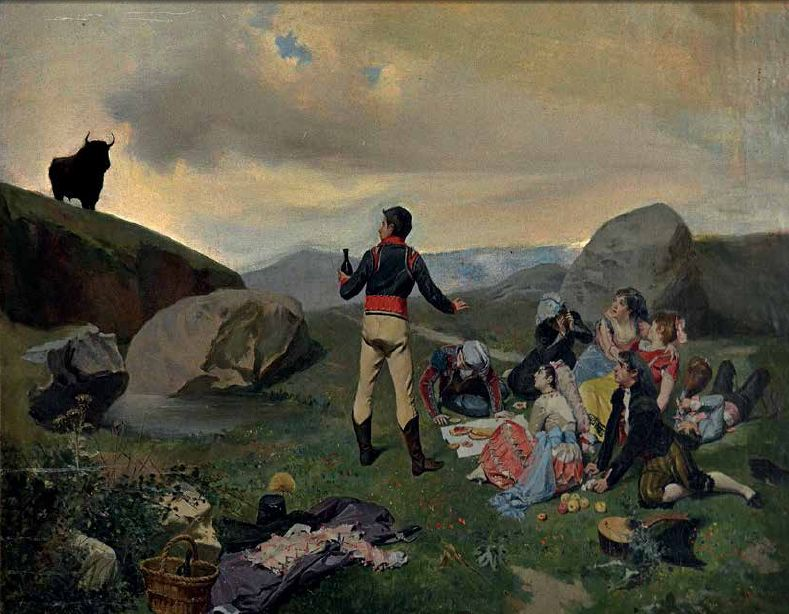
Se aguó la fiesta

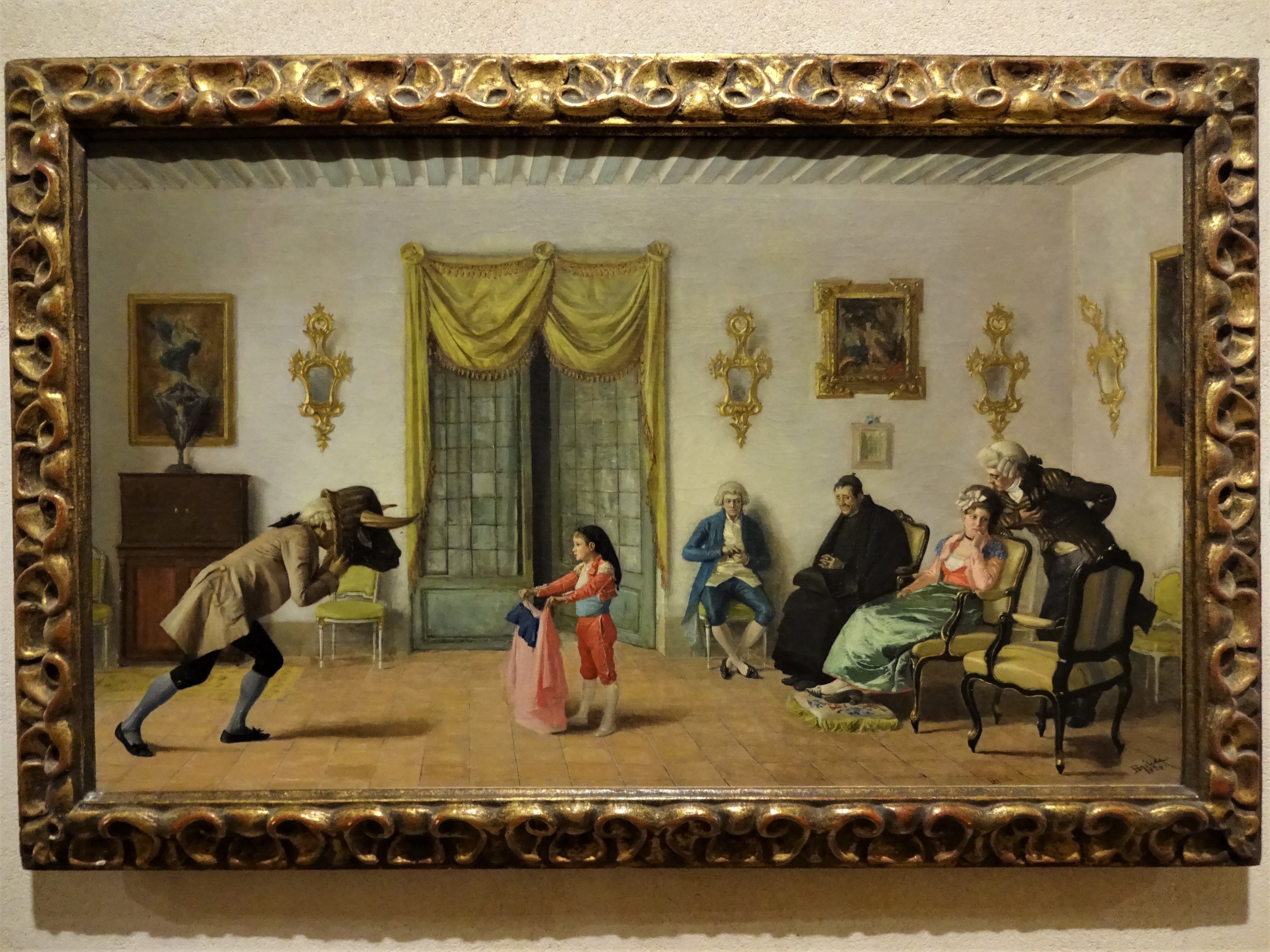
Stierkampf, Gemälde auf Öl von Enrique Melida, Stierkampfmuseum, Ronda

Enrique Mélida y Alinari (* 1838 in Madrid; † 1892 in Paris) war ein spanischer Maler des 19. Jahrhunderts. 
Der Schüler von Ernest Meissonier spezialisierte sich auf Porträts und Genrebilder. Seine Werke sind auf dem Markt für Kunstdrucke noch stark präsent. Eines seiner Hauptwerke, die Spanische Büßerprozession des 18. Jahrhunderts befindet sich im Kunstmuseum von Sydney. Sein Bruder war der bedeutende Architekt Arturo Mélida y Alinari, ein weiterer Bruder der Archäologe José Ramon Mélida y Alinari.